# Couloisy
Couloisy ist eine nordfranzösische Gemeinde mit 592 Einwohnern (Stand 1. Januar 2022) im Département Oise in der Region Hauts-de-France (vor 2016 Picardie). Sie gehört zum Arrondissement Compiègne und zum Kanton Compiègne-1. Die Einwohner werden Couloisiens genannt.

## Geografie
Couloisy liegt etwa 17 Kilometer ostsüdöstlich von Compiègne an der Aisne. Umgeben wird Couloisy von den Nachbargemeinden Attichy im Norden, Jaulzy im Osten, Croutoy im Süden und Südosten, Cuise-la-Motte im Süden und Westen sowie Berneuil-sur-Aisne im 
Nordwesten.
Durch die Gemeinde führt die Route nationale 31.

## Bevölkerungsentwicklung
| Jahr                       | 1962 | 1968 | 1975 | 1982 | 1990 | 1999 | 2006 | 2018 |
| Einwohner                  | 241  | 256  | 331  | 439  | 464  | 528  | 494  | 568  |
| Quellen: Cassini und INSEE |      |      |      |      |      |      |      |      |

## Sehenswürdigkeiten
- Kirche Notre-Dame, Monument historique (siehe auch: Liste der Monuments historiques in Couloisy)

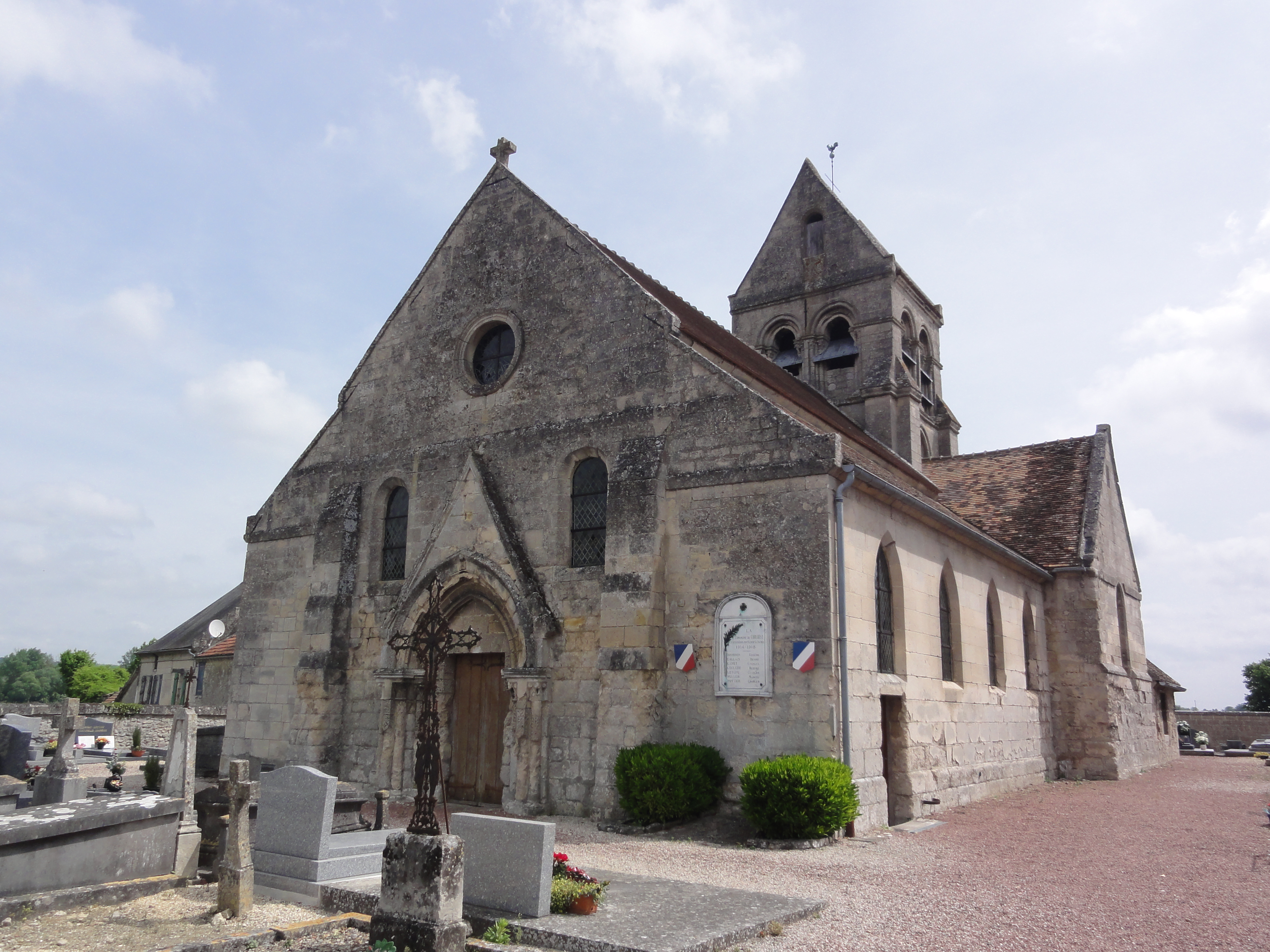
Kirche Notre-Dame